# Tata (konglomerat)
Tata, Tata Group, är Indiens största konglomerat, och är verksamma inom flera branscher. Tatagruppen har idag verksamhet i 40 länder, samt export till totalt 140. 
Nuvarande vd är Ratan Tata som har innehaft posten sedan 1991 då han tog över efter J. R. D. Tata. Huvudkontoret ligger i Bombay. I dagsläget är koncernen troligtvis mest känd för sin biltillverkning, som sker under dotterbolaget Tata Motors och ståltillverkning i Tata Steel. Bilarna har hittills mestadels sålts utanför Europa. Tata dominerar Indiens näringsliv och har kommit att förknippas med landets industrialisering, inte minst efter landets självständighet 1947.

## Historia

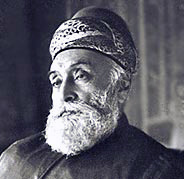
Jamsetji Nusserwanji Tata

Tata grundades 1868 av Jamsetji Nusserwanji Tata. Under årens gång har nästan alla företagets vd:ar varit från hans familj. Tata var en av pionjärerna vid industrialiseringen av Indien och ses allmän som den indiska industrins fader. Ursprungligen var Tata verksamt inom bomullsindustrin. 
1907 grundades Tata Steel som Indiens första ståltillverkning i Jamshedpur. 1912 startade produktionen och Tata Steel är idag en av världens största ståltillverkare, inte minst genom företagets ägande av kol- och ståltillgångar. 1910 följde grundandet av Tata Hydro-Electric Power Supply Company. 1917 bredades verksamheten då man slog sin in på konsumentmarknaden genom Tata Oil Mill Company som framställde tvål och matoljor. 
1932 grundades Tata Airlines som idag är det nationella flygbolaget Air India. 1939 grundades Tata Chemicals. Dagens Tata Motors grundades 1945 som Telco för tillverkning av lokomotiv och maskiner. Från 1960-talet omvandlades företaget till att tillverka person- och lastbilar för privatmarknaden och den indiska staten.
Under 1990-talet skedde en omstrukturering av koncernen och sju olika affärsområden skapades för att få en bättre överblick över de olika verksamheterna.

## Dotterbolag
Nedan följer de största bolagen av de totalt 96 företag som ingår i koncernen.

### Verkstadsindustri
- TAL Manufacturing Solutions
- Tata Autocomp Systems Ltd (TACO)
- Tata Motors (f.d. Tata Engineering and Locomotives Ltd (TELCO))
- Tata Projects
- TCE Consulting Engineers
- Telco Construction Equipment Company
- TRF
- Voltas

### Råvaror
- Tata Advanced Materials
- Tata Steel (f.d. TISCO, Tata Iron and Steel Company Ltd)
- Corus Group
- Tata Tinplate

### Energi
- Tata Power

### Kemikalier
- Rallis India
- Tata Chemicals
- Tata Pigments

### Tjänstesektor
- The Indian Hotels Company
- THDC
- Tata-AIG General Insurance
- Tata-AIG Life Insurance
- Tata Asset Management
- Tata Consultancy Services
- Tata Economic Consultancy Services
- Tata Financial Services
- Tata Investment Corporation
- Tata Quality Management Services
- Tata Share Registry
- Tata Strategic Management Group (TSMG)
- Tata Services

### Konsumentprodukter
- Tata Ceramics
- Tata McGraw Hill Publishing Company
- Tata Tea Limited (med varumärket Tetley)
- Titan Industries
- Trent (Westside)
- Tata Sky

### IT och media
- Computational Research Laboratories (CRL)
- INCAT
- Nelco
- Nelito Systems
- SerWizSol
- Tata Consultancy Services (TCS)
- Tata Elxsi
- Tata Interactive Systems
- Tata Infotech
- Tata Technologies Limited
- Tata Teleservices
- Tatanet
- VSNL